# Dalbergia simpsonii
Dalbergia simpsonii es una especie de leguminosa en la familia Fabaceae.
Es endémica de Perú donde está amenazada por la pérdida de hábitat.

## Taxonomía
Dalbergia simpsonii fue descrita por Velva Elaine Rudd y publicado en Phytologia 27(5): 305–306, f. 1. 1973.